# Rots
Rots è un comune francese di 1 463 abitanti situato nel dipartimento del Calvados nella regione della Normandia. Il 1º gennaio 2016 vi sono stati accorpati gli ex comuni di Lasson e Secqueville-en-Bessin.

## Società

### Evoluzione demografica
Abitanti censiti